# Aiace d'Oileo
Aiace (in greco antico: Αἴας?, Àias), detto Aiace d’Oileo o Aiace di Locride, per distinguerlo dal suo omonimo Aiace Telamonio, è un personaggio della mitologia greca. Fu un principe della Locride che partecipò alla guerra di Troia.
(Commento di Idomeneo, il re di Creta, rivolto ad Aiace d'Oileo. Omero, Iliade, libro XXIII, versi 483-484.)
Era famoso in tutta la Grecia per le abilità nel tiro con l'arco e nella corsa ma anche per la sua rozzezza ed arroganza.

## Genealogia
Figlio di Oileo e di Eriope (figlia di Fere e detta anche Alcimache) o della ninfa Rene.

## Il mito
Secondo Strabone, la sua città natale era Narice, nella Locride, come conferma anche Ovidio, definendo Aiace come "l'eroe di Narice". Prima dello scoppio della guerra di Troia, era stato uno dei numerosi pretendenti di Elena. Era famoso in tutta la Grecia per la grande abilità nel tiro con l'arco e nel lancio del giavellotto. Suo padre Oileo era famoso per essere stato uno degli Argonauti. Non conosciamo molto della sua vita nel periodo anteriore alla guerra di Troia.
Ha un fratellastro, Medonte, che cadrà a Troia durante la battaglia presso le navi degli Achei mentre cerca di difendere la nave di Protesilao che era stata messa a fuoco da Ettore.

## A Troia

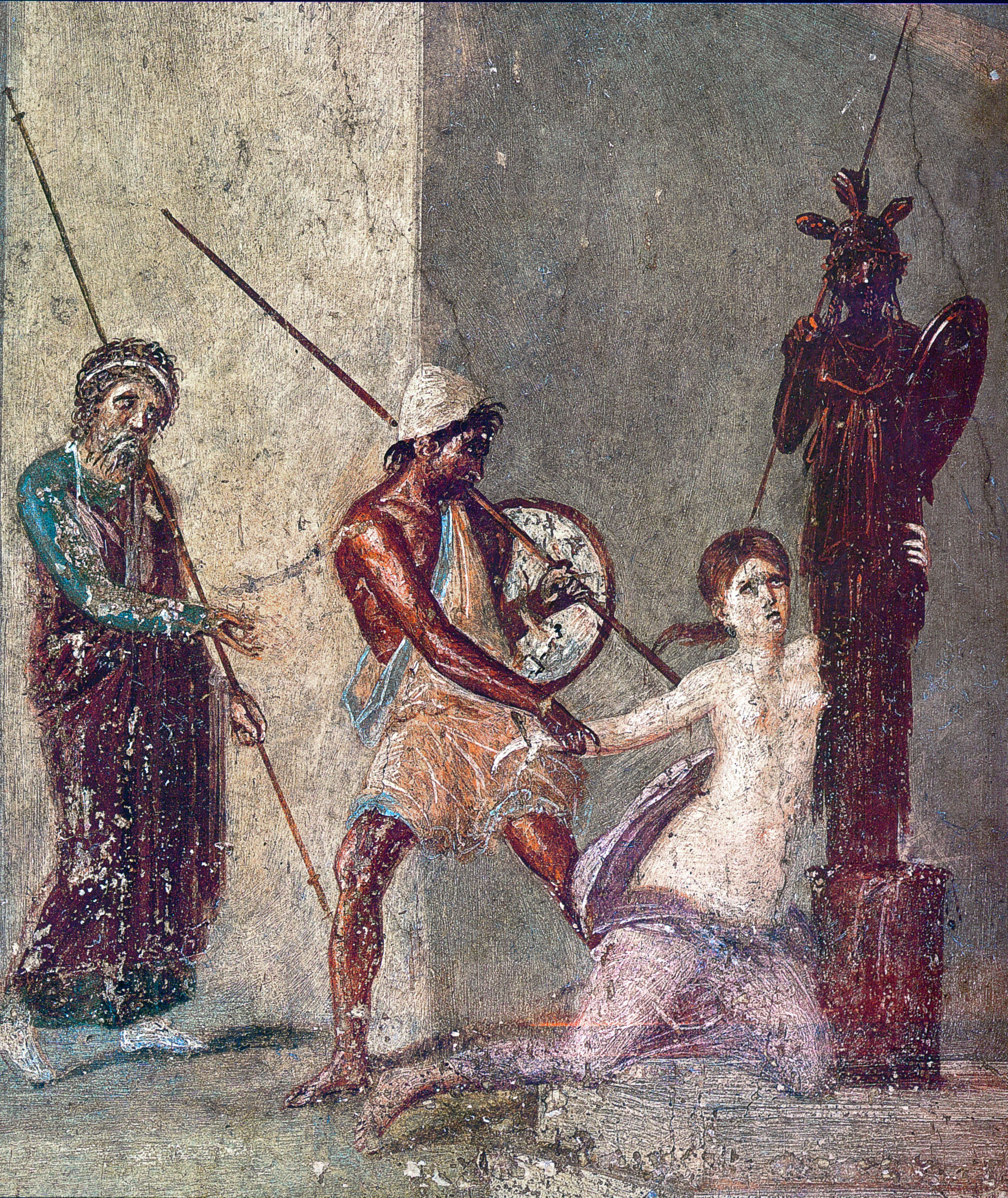
Aiace strappa Cassandra dal Palladio. Dettaglio da un affresco romano nell'atrio della Casa del Menandro (I 10, 4) a Pompei.

Aiace si mise alla testa del suo esercito durante la spedizione contro la città di Troia, conducendo un contingente alleato composto da quaranta navi, o, secondo un'altra versione, da venti. In battaglia si distinse per la sua crudeltà efferata e per la sua totale mancanza di pietà nei confronti del nemico: con la sua spada troncò la testa al cadavere di Imbrio, guerriero troiano ucciso da Teucro, lanciandola poi contro gli avversari come se fosse una palla per dimostrare agli altri troiani il suo totale disprezzo. Sempre con estrema ferocia uccise Satnio e Cleobulo, altri combattenti avversari, e fece strage di nemici in fuga dopo che il re beota Peneleo, suo amico, ebbe trucidato Ilioneo, altro guerriero troiano, di cui egli aveva poi issato la testa in cima alla sua lancia.
Durante la difesa delle navi, incalzate dai Troiani, Aiace Oileo si distingue dagli altri Achei insieme al suo omonimo Aiace Telamonio, riuscendo a fare una barriera a difesa delle navi. Quando Aiace Telamonio viene ferito lui rimane l'unico eroe acheo che tiene testa ai Troiani. Fino al rientro di Achille fu certamente il più valoroso degli eroi greci che difendevano le navi. Durante la battaglia vengono anche indicate le innumerevoli empietà che Aiace commette sterminando i Troiani, tra cui lo scempio del soldato che ferisce Idomeneo durante il combattimento sul fianco sinistro degli achei.
Atena decise di punirlo per la sua tracotanza: durante i giochi funebri in onore dell'eroe Patroclo, Aiace scivolò sul letame e la corsa fu vinta da Ulisse (Iliade, libro XXIII).
Spregiatore degli dei, durante la notte della presa di Troia non esitò a violentare la profetessa Cassandra nei pressi dell'altare di Atena. La stessa Cassandra cercò anche di resistere aggrappandosi al simulacro della vergine Pallade Atena, ma con violenza Aiace trascinò via la ragazza facendo cadere anche la statua. Per questo motivo, Atena punì tutti i combattenti greci rendendo loro difficile il ritorno in patria.

## Nostos e morte
Secondo l'Odissea (libro IV), infatti, Aiace fu vittima di una tempesta sul tragitto verso casa, e la sua nave affondò. Poseidone ebbe pietà di lui e lo salvò, facendolo naufragare su un isolotto. Tuttavia l'eroe, ancora preda della propria arroganza, si convinse di essersi salvato con le sole sue forze e gridò, sfidando gli dei a cercare di ucciderlo; irato, Poseidone fece affondare lo scoglio dove l'aveva lasciato e lo fece annegare.

Secondo un'altra versione, riportata da Virgilio nell'Eneide, Aiace fu ucciso da una folgore scagliata dalla dea Atena, come vendetta della violazione compiuta nel suo tempio a Troia.